# Онон (селище)
Оно́н (рос. Онон) — селище у складі Шилкинського району Забайкальського краю, Росія. Входить до складу Казановського сільського поселення.

## Населення
Населення — 57 осіб (2010; 100 у 2002).
Національний склад (станом на 2002 рік):
- росіяни — 97 %